# Щетинин, Александр Валентинович
Алекса́ндр Валенти́нович Щети́нин (род. 1 мая 1962) — российский дипломат. Чрезвычайный и полномочный посол (2018).

## Биография
Окончил Московский государственный институт международных отношений (МГИМО) МИД СССР (1984). Владеет испанским и английским языками. На дипломатической работе с 1984 года.
В 1984—1989 годах — сотрудник Посольства СССР в Мексике.
В 1989—1994 годах — атташе, третий секретарь, второй секретарь, первый секретарь Управления латиноамериканских стран/Департамента Центральной и Южной Америки МИД СССР/России.
В 1994—1999 годах — советник Представительства постоянного наблюдателя России при Организации американских государств/Посольства России в США.
В 1999—2004 годах — советник, старший советник, начальник отдела Латиноамериканского департамента МИД России.
В 2004—2009 годах — советник-посланник Посольства России в Аргентине.
В 2009—2012 годах — заместитель директора Латиноамериканского департамента МИД России.
С 16 марта 2012 года — директор Латиноамериканского департамента МИД России.

## Дипломатический ранг
- Чрезвычайный и полномочный посланник 2 класса (7 февраля 2007)[1].
- Чрезвычайный и полномочный посланник 1 класса (4 июня 2014)[2].
- Чрезвычайный и полномочный посол (13 июня 2018)[3].

## Награды
- Орден Дружбы (14 мая 2016) — за большой вклад в реализацию внешнеполитического курса Российской Федерации и многолетнюю добросовестную работу[4].
- Орден Почёта (2 июня 2022) — за большой вклад в реализацию внешнеполитического курса Российской Федерации и многолетнюю добросовестную дипломатическую службу[5].